# 彭茨
彭茨，是匈牙利佩斯州所辖的一个村。总面积21.34平方公里，总人口1506，人口密度70.6人/平方公里（2011年1月1日）。